# El Mexicali
El Mexicali, también llamado como el Burro, fue un tren de pasajeros que brindaba servicio entre la Guadalajara y Mexicali. Este tren era operado por el Ferrocarril Sonora Baja California desde el tramo de Mexicali a Benjamín Hill, y por el Ferrocarril del Pacífico desde Benjamín Hill a Guadalajara.
Hoy en día, muchas de los poblados cercanos a las estaciones por donde pasaba el tren, están prácticamente deshabitados, porque el motivo de que existieran era para vender comida hacia los pasajeros en el ferrocarril, al desaparecer el servicio los pueblos quedaron vacíos a raíz de la privatización y la extinción del transporte de pasajeros.
La duración del tren era de aproximadamente 44 horas en toda y contaba con 56 paradas por toda la ruta.

## Servicios
El viaje en tren desde Guadalajara tenía una duración de dos días, y el convoy del tren era dividido en dos al llegar a la estación de Benjamín Hill; esto para que el El Costeño siguiera hasta Nogales y el resto siguiera hasta Mexicali.
Los coches del tren eran arrestados por las locomotoras EMD GP40-2. La composición del tren en 1968 era la siguiente:
- Coche Estándar: 10 Vagones, 1 Salón y 2 Compartimentos (entre Mexicali y Ciudad de México).
- Coche Estándar: 10 Vagones, 1 Salón y 2 Compartimentos (entre Mexicali y Guadalajara).